# Иршаи Оливер
Иршаи Оливер (венг. Irsai Olivér), или Золотистый Ранний — технический (винный) сорт винограда, используемый для производства белых вин. Происходит из Венгрии. 

## Предки и потомки
Сорт был выведен селекционером Палом Кочишем в 1930 году в городе Кечкемет скрещиванием сортов Пожони фегер × Жемчуг Саба (который, в свою очередь, происходит от сомюрского муската).
По поводу происхождения названия единого мнения нет. Туристам рассказывают, что якобы существовал богатый человек, который заплатил Палу Кочишу за то, чтобы он увековечил его имя. Есть и другая легенда, что якобы, Пал Кочиш назвал сорт в честь ныне забытого одноимённого фольклорного персонажа. Фактов, подкрепляющих любую из этих двух версий, не представляют, так что, скорее всего, правы те, кто считают, что Кочиш назвал сорт в честь своего сына, Йожефа Иршаи (венг. Irsai M. József), как он уже сделал годом ранее, назвав выведенный им сорт винограда Кочиш Ирма в честь своей дочери.
В 1960 году путём скрещивания сорта «Иршаи Оливер» с гевюрцтраминером был получен высокоароматический сорт черсеги фюсереш, который в 2016 году занимал 4,3 тыс. га виноградников (преимущественно в Венгрии, Молдавии и Украине).

## География
Культивируют в Венгрии, в винодельческих регионах Паннонхалма-Сокороалья, Балатонбоглар, Матраалья, Асшар-Нешмели. Сорт является одним из самых популярных технических сортов винограда в Венгрии.
Также он культивируется в Центральной Европе, в Словакии, Чехии и Австрии (в основном в Бургенланде). Также сорт популярен на Украине и в Молдавии.

## Основные характеристики
Лоза среднерослая.
Листья мелкие, среднерассеченные, округлые, пятилопастные. Листовая пластина светло-зелёная, слегка волнистая. Снизу без опушения.  Черешковая выемка лировидная, открытая.
Грозди средние, конические, среднеплотные.
Ягоды средние, округлые, светло-жёлтые. Кожица тонкая. Мякоть сочная, с сильным мускатным привкусом.
Вызревание побегов удовлетворительное.
Сорт очень раннего периода созревания, с середины августа. Период от начала распускания почек до съемной зрелости ягод составляет 135 дней при сумме активных температур 2500°С. 
Урожайность — 60-80 ц/га.
Устойчивость к милдью (ложной мучнистой росе) и оидиуму (мучнистой росе) средняя, к серой гнили хорошая.
Морозоустойчивость слабая.

## Применение
Виноград можно использовать как технический, для приготовления натуральных полусладких и десертных вин, так и как столовый сорт, для приготовления сока высокого качества.
Вино имеет ярко выраженный мускатный аромат и вкус, светло-жёлтый цвет, отличается нежным маслянистым вкусом и низкой кислотностью. Хорошо подходит для изготовления купажей с высококислотными сортами. Очень ценный сорт для производства высококачественных десертных вин.
Вина не обладают потенциалом к выдержке, но в качественных винах вкус усиливается со временем, хотя вина становятся более терпкими и даже горькими.